# Movibus
Movibus es un sistema de transporte público de la Región de Murcia (España), que incluye los servicios de autobús de titularidad autonómica. Comenzó sus operaciones el 3 de diciembre de 2021.

## Historia
La Consejería de Fomento e Infraestructuras de la Región de Murcia posee las competencias relativas al transporte de viajeros por carretera entre municipios de la comunidad autónoma. Para ello, tiene establecidas una serie de concesiones a empresas privadas, con el fin de operar esos servicios. Entre esas concesiones, existían varias de ellas que operaban servicios dentro de un mismo término municipal, como era el caso en Murcia y Cartagena, algo que no era acorde con la legislación vigente.
Debido a la caducidad de la totalidad de las concesiones en diciembre de 2019, se decidió llevar a cabo una completa reestructuración del mapa concesional autonómico, a través de un estudio encargado a la consultora Centro de Observación y Teledetección Espacial, S.A.U. (COTESA). Dicho estudio no se completó hasta el año 2021, por lo que fue necesaria una prórroga de todas las concesiones. Sin embargo, se había establecido el 3 de diciembre de 2021 como fecha para el traspaso de las competencias de los servicios urbanos operados por líneas interurbanas de Murcia y Cartagena. Por ello, fue necesario realizar la implementación de las nuevas concesiones autonómicas de las áreas metropolitanas de esas dos ciudades a la par que se asumieron los servicios los ayuntamientos, el 3 de diciembre de 2021.
Se adjudicaron de manera directa las cuatro concesiones que abarcan las áreas metropolitanas de Murcia y Cartagena, mediante un contrato de emergencia con una duración máxima de dos años.
El 2 de diciembre de 2023, se anunció un nuevo contrato para las cuatro concesiones, en las que las líneas de Alcantarilla y Beniel pasarían a estar operadas por otra empresa.

## Concesiones
Las concesiones en vigor son:
| Concesión | Denominación                           | Marca    | Empresa                                |
| --------- | -------------------------------------- | -------- | -------------------------------------- |
| RMU-001   | Alcantarilla - Murcia                  | Monbus   | Alcalabus, S.L.                        |
| RMU-002   | Beniel - Santomera - Murcia            | Monbus   | Alcalabus, S.L.                        |
| RMU-003   | Molina de Segura - Murcia              | Interbus | Interurbana de Autobuses, S.A.         |
| RMU-004   | Metropolitana de Cartagena - Mar Menor | ALSA     | Transportes Urbanos de Cartagena, S.A. |

Desde el 3 de diciembre de 2021, y hasta el 2 de diciembre de 2023, las concesiones RMU-001 y RMU-002 estaban operadas por ALSA y Orbitalia respectivamente.

## Tarifas
Las tarifas correspondientes al área metropolitana de Murcia son las siguientes:
| Billete                                | Precio  | Descripción                                                                    | Obtención    | Recarga   |
| -------------------------------------- | ------- | ------------------------------------------------------------------------------ | ------------ | --------- |
| Sencillo                               | 2,00 €  | Un viaje en cualquier línea interurbana del área metropolitana de Murcia.      | Autobús      | No aplica |
| Bono Transbordo General                | 13,60 € | Tarjeta de 10 viajes. Precio por viaje: 1,36 €                                 | Autobús      | Autobús   |
| Bono Transbordo Estudiantes            | 11,30 € | Tarjeta de 10 viajes. Unipersonal. Precio por viaje: 1,13 €                    | Oficinas     | Autobús   |
| Bono Estudiantes Ayto. de Alcantarilla | 10,00 € | Válido en RMU-001. Tarjeta de 28 viajes. Unipersonal. Precio por viaje: 0,28 € | Ayuntamiento | Autobús   |

Los bonos regionales cuentan con una bonificación del 50%, desde el 30 de enero de 2025.
Las tarifas correspondientes al área metropolitana de Cartagena se calculan en el momento de la compra del billete, dependiendo del itinerario realizado desde la parada origen hasta la parada destino. El cálculo se realiza por tramos intermedios. No existen bonos, si bien algunas localidades como La Manga, Cabo de Palos y San Javier disponen de descuentos para personas empadronadas que cumplan ciertos requisitos.

## Líneas

### RMU-001
Las líneas de la concesión RMU-001 "Alcantarilla - Murcia" son operadas por Monbus.
| 11 | Alcantarilla - UCAM - Campus de Espinardo                                          |
| 13 | Alcantarilla - Pol. Ind. Oeste - El Palmar                                         |
| 14 | Alcantarilla - Javalí Nuevo - Las Torres de Cotillas - Alguazas - Molina de Segura |

Además, del 3 de diciembre de 2021 al 2 de diciembre de 2023, prestaron servicio las siguientes líneas:
| 12 | Alcantarilla - Murcia                   |
| 15 | Pol. Ind. Oeste - Alcantarilla - Murcia |

### RMU-002
Las líneas de la concesión RMU-002 "Beniel - Santomera - Murcia" son operadas por Monbus.
| Línea | Recorrido                                                   | Recorrido                                                   | Recorrido                                                   |
| ----- | ----------------------------------------------------------- | ----------------------------------------------------------- | ----------------------------------------------------------- |
| 21B   | La Basca - Beniel - Orilla del Azarbe - Murcia              | La Basca - Beniel - Orilla del Azarbe - Murcia              | La Basca - Beniel - Orilla del Azarbe - Murcia              |
| 22A   | Beniel - Santomera - Campus de Espinardo - UCAM - Murcia    | Beniel - Santomera - Campus de Espinardo - UCAM - Murcia    | Beniel - Santomera - Campus de Espinardo - UCAM - Murcia    |
| 22B   | La Gineta - Santomera - Campus de Espinardo - UCAM - Murcia | La Gineta - Santomera - Campus de Espinardo - UCAM - Murcia | La Gineta - Santomera - Campus de Espinardo - UCAM - Murcia |

Además, del 3 de diciembre de 2021 al 2 de diciembre de 2023, prestaron servicio las siguientes líneas:
| Línea | Recorrido                                     | Recorrido                                     | Recorrido                                     |
| ----- | --------------------------------------------- | --------------------------------------------- | --------------------------------------------- |
| 21A   | Beniel - El Raal - Puente Tocinos - Murcia    | Beniel - El Raal - Puente Tocinos - Murcia    | Beniel - El Raal - Puente Tocinos - Murcia    |
| 23A   | El Siscar - Santomera - Murcia                | El Siscar - Santomera - Murcia                | El Siscar - Santomera - Murcia                |
| 23B   | El Siscar - Santomera (Ayuntamiento) - Murcia | El Siscar - Santomera (Ayuntamiento) - Murcia | El Siscar - Santomera (Ayuntamiento) - Murcia |

### RMU-003
Las líneas de la concesión RMU-003 "Molina de Segura - Murcia" son operadas por Interbus.
| Línea | Recorrido                                                                       | Recorrido                                                                       | Recorrido                                                                       |
| ----- | ------------------------------------------------------------------------------- | ------------------------------------------------------------------------------- | ------------------------------------------------------------------------------- |
| 31    | Ceutí                                                                           | Lorquí Alguazas                                                                 | Molina de Segura - Campus de Espinardo - Murcia                                 |
| 32A   | Molina de Segura - Murcia                                                       | Molina de Segura - Murcia                                                       | Molina de Segura - Murcia                                                       |
| 32B   | Molina de Segura - centros comerciales - Murcia - El Palmar                     | Molina de Segura - centros comerciales - Murcia - El Palmar                     | Molina de Segura - centros comerciales - Murcia - El Palmar                     |
| 33    | Molina de Segura - Campus de Espinardo - UCAM                                   | Molina de Segura - Campus de Espinardo - UCAM                                   | Molina de Segura - Campus de Espinardo - UCAM                                   |
| 34    | Las Torres de Cotillas - Murcia                                                 | Las Torres de Cotillas - Murcia                                                 | Las Torres de Cotillas - Murcia                                                 |
| 35    | Altorreal - Murcia                                                              | Altorreal - Murcia                                                              | Altorreal - Murcia                                                              |
| 36    | Archena - La Algaida - Lorquí - Molina de Segura - Campus de Espinardo - Murcia | Archena - La Algaida - Lorquí - Molina de Segura - Campus de Espinardo - Murcia | Archena - La Algaida - Lorquí - Molina de Segura - Campus de Espinardo - Murcia |
| 37    | La Alcayna - Murcia                                                             | La Alcayna - Murcia                                                             | La Alcayna - Murcia                                                             |
| 38    | Ribera de Molina - Torrealta - Murcia                                           | Ribera de Molina - Torrealta - Murcia                                           | Ribera de Molina - Torrealta - Murcia                                           |

### RMU-004
Las líneas de la concesión RMU-004 "Metropolitana de Cartagena - Mar Menor" son operadas por TUCARSA (ALSA). En esta concesión se permiten tráficos urbanos en las líneas interurbanas, con el fin de facilitar los desplazamientos. 
| Línea | Recorrido                                                                                           |
| ----- | --------------------------------------------------------------------------------------------------- |
| 41A   | Cartagena - Fuente Álamo de Murcia - La Pinilla                                                     |
| 41B   | Cartagena - Fuente Álamo de Murcia                                                                  |
| 41C   | Cartagena - Fuente Álamo de Murcia - Los Canovas                                                    |
| 42A   | Cartagena - La Unión                                                                                |
| 42B   | Portman - La Unión                                                                                  |
| 42C   | Cartagena - Roche - La Unión                                                                        |
| 43    | Cartagena - Cabo de Palos - La Manga del Mar Menor                                                  |
| 44    | Cabo de Palos - Veneziola                                                                           |
| 45    | Cartagena - Torre Pacheco - Roldán - Balsicas                                                       |
| 46    | San Pedro del Pinatar - San Javier - Los Alcázares - Cabo de Palos                                  |
| 47    | Cartagena - Los Alcázares - San Javier - Santiago de la Ribera - San Pedro del Pinatar              |
| 48A   | San Pedro del Pinatar - Santiago de la Ribera - San Javier - Hospital Los Arcos                     |
| 48B   | San Pedro del Pinatar - El Mirador - San Javier                                                     |
| 49    | San Pedro del Pinatar - Santiago de la Ribera - San Javier - Hospital Los Arcos - Balsicas - Roldán |
| 410   | San Pedro del Pinatar - Pilar de la Horadada - Torre de la Horadada - Mil Palmeras - Campoamor      |
| 411   | Cartagena - Torre Pacheco - Dolores de Pacheco - San Javier - San Pedro del Pinatar                 |

## Planes futuros
A lo largo del año 2022 estaba prevista la licitación de la segunda fase, compuesta por otras seis nuevas concesiones, aunque finalmente se retrasó por la coordinación de líneas del Área Metropolitana. Se estima su implantación para finales del año 2025.
Las concesiones, aprobadas por la Consejería de Fomento e Infraestructuras, se componen de las líneas abajo detalladas.

### RMU-005
| Línea | Recorrido                                     |
| ----- | --------------------------------------------- |
| 51    | La Raja – Abanilla                            |
| 52A   | Abanilla – Fortuna – Murcia                   |
| 52B   | Macisvenda – Abanilla – Santomera – Murcia    |
| 52C   | Abanilla – Fortuna – Molina de Segura – Cieza |
| 53    | Yecla – Jumilla                               |
| 54A   | Yecla – Jumilla – Murcia                      |
| 54B   | Yecla – Jumilla – Estación de Blanca – Murcia |

### RMU-006
| Línea | Recorrido                                                           |
| ----- | ------------------------------------------------------------------- |
| 61    | Abarán – Blanca – Murcia                                            |
| 62A   | Hoya del Campo – Abarán – Cieza                                     |
| 62B   | Blanca – Abarán – Cieza                                             |
| 63A   | Blanca – Ricote – Ojós – Villanueva del Río Segura – Ulea – Archena |
| 63B   | Ricote – Ulea – Murcia                                              |
| 64A   | Cieza – Molina de Segura – Murcia                                   |
| 64B   | Cieza – Murcia                                                      |

### RMU-007
| Línea | Recorrido                                                     |
| ----- | ------------------------------------------------------------- |
| 71A   | Caravaca de la Cruz – Murcia                                  |
| 71B   | Caravaca de la Cruz – Murcia – Universidades                  |
| 71C   | Caravaca de la Cruz – Universidades                           |
| 71D   | Caravaca de la Cruz – Hospital Virgen de la Arrixaca – Murcia |
| 72    | Calar de la Santa – Caravaca de la Cruz                       |
| 73    | Calasparra – Moratalla – Caravaca de la Cruz – Cehegín        |
| 74A   | Moratalla – Calasparra – Universidades                        |
| 74B   | Moratalla – Calasparra – Murcia                               |
| 74C   | Moratalla – Caravaca de la Cruz – Calasparra – Cieza          |
| 75    | Mula – Pliego – Fuente Librilla – Alcantarilla – Murcia       |
| 76    | Mula – Pliego                                                 |
| 77    | Mula – Molina de Segura                                       |

### RMU-008
| Línea | Recorrido                                           |
| ----- | --------------------------------------------------- |
| 81A   | Águilas – Lorca – Murcia                            |
| 81B   | Águilas – Lorca – Murcia (directo)                  |
| 81C   | Puerto Lumbreras – Lorca – Murcia                   |
| 81D   | Puerto Lumbreras – Lorca – Universidades            |
| 81E   | Lorca – Universidades                               |
| 82A   | Lorca – Cartagena                                   |
| 82B   | Puerto Lumbreras – Lorca – Cartagena                |
| 83    | Águilas – Lorca                                     |
| 84    | Caravaca de la Cruz – Lorca                         |
| 85    | Aledo – Totana – Lorca                              |
| 86    | Águilas – Mazarrón – Puerto de Mazarrón – Cartagena |
| 87    | Puerto de Mazarrón – Lorca                          |
| 88    | Puerto de Mazarrón – Alhama de Murcia               |
| 89A   | Puerto de Mazarrón – Murcia (directo)               |
| 89B   | Puerto de Mazarrón – Aeropuerto – Murcia            |
| 89C   | Puerto de Mazarrón – Murcia                         |

### RMU-009
| Línea | Recorrido                                                              |
| ----- | ---------------------------------------------------------------------- |
| 91A   | La Unión – Torre-Pacheco – Murcia                                      |
| 91B   | La Unión – Torre-Pacheco – Murcia (directo)                            |
| 91C   | La Unión – Torre-Pacheco – Roldán – Murcia                             |
| 92A   | Los Urrutias – Los Alcázares – Murcia                                  |
| 92B   | Los Alcázares – Torre-Pacheco – Murcia                                 |
| 92C   | Los Alcázares – Murcia                                                 |
| 93    | Dehesa de Campoamor – Murcia                                           |
| 94    | San Pedro del Pinatar – Aeropuerto                                     |
| 95A   | La Manga del Mar Menor – Cabo de Palos – Aeropuerto – Murcia           |
| 95B   | La Manga del Mar Menor – Cabo de Palos – Aeropuerto – Murcia (directo) |

### RMU-010
| Línea | Recorrido                                           |
| ----- | --------------------------------------------------- |
| 101A  | Cartagena – Murcia                                  |
| 101B  | Cartagena – Hospital Virgen de la Arrixaca – Murcia |
| 101C  | Cartagena – Aeropuerto – Murcia                     |
| 101D  | Cartagena – Fuente Álamo – Murcia                   |